# Ha*Ash
Ha*Ash là một bộ đôi âm nhạc Mỹ từ Lake Charles, Louisiana. Ban nhạc được thành lập vào năm 2002 bởi Hanna Nicole và Ashley Grace. Nhóm đã có những thành công đầu tiên vào giữa thập niên 2000, sau vài năm lưu diễn và tự phát hành nhạc.

## Album

### Album phòng thu
| Tựa đề                  | Chi tiết album                                   | Vị trí cao nhất trên bảng xếp hạng | Vị trí cao nhất trên bảng xếp hạng | Chứng nhận (Theo doanh số)                              |
| Tựa đề                  | Chi tiết album                                   | US                                 | MEX                                | Chứng nhận (Theo doanh số)                              |
| ----------------------- | ------------------------------------------------ | ---------------------------------- | ---------------------------------- | ------------------------------------------------------- |
| Ha*Ash (2003)           | - Hãng đĩa: Sony Music - Định dạng: CD, Cassette | 19                                 | 3                                  | - AMPROFON: 3× Vàng - AMPROFON: 2× Bạch kim             |
| Mundos Opuestos (2005)  | - Hãng đĩa: Sony Music - Định dạng: CD, Cassette | -                                  | 8                                  | - AMPROFON: Vàng + Bạch kim                             |
| Habitación Doble (2008) | - Hãng đĩa: Sony Music - Định dạng: CD, Cassette | 14                                 | 6                                  | - AMPROFON: Vàng                                        |
| A Tiempo (2011)         | - Hãng đĩa: Sony Music - Định dạng: CD, Cassette | -                                  | 4                                  | - AMPROFON: Vàng + Bạch kim - UNIMPRO: [[:Thể loại:\|]] |
| 30 de Febrero (2017)    | - Hãng đĩa: Sony Music - Định dạng: CD, Cassette | 11                                 | 3                                  | - AMPROFON: Vàng + Bạch kim                             |

### Album trực tiếp
| Tựa đề                              | Chi tiết album                                   | Vị trí cao nhất trên bảng xếp hạng | Vị trí cao nhất trên bảng xếp hạng | Chứng nhận (Theo doanh số) |
| Tựa đề                              | Chi tiết album                                   | US                                 | MEX                                | Chứng nhận (Theo doanh số) |
| ----------------------------------- | ------------------------------------------------ | ---------------------------------- | ---------------------------------- | --- |
| Primera Fila: Hecho Realidad (2014) | - Hãng đĩa: Sony Music - Định dạng: CD, Cassette | 16                                 | 1                                  | - AMPROFON: 4× Bạch kim Vàng - RIAA: Bạch kim - IFPI CHL: Vàng - CAPIF: Vàng - UNIMPRO: 2× Bạch kim - ASINCOL: Bạch kim - IFPI Centroamérica: Bạch kim |

## Đĩa đơn
| Năm  | Tựa đề                     | Vị trí cao nhất trên bảng xếp hạng | Vị trí cao nhất trên bảng xếp hạng | Vị trí cao nhất trên bảng xếp hạng | Vị trí cao nhất trên bảng xếp hạng | Vị trí cao nhất trên bảng xếp hạng | Chứng nhận (Theo doanh số)                                      | Album                        |
| Năm  | Tựa đề                     | Español Airplay                    | Airplay                            | Hot 100                            | Latin Pop                          | Latin Airplay                      | Chứng nhận (Theo doanh số)                                      | Album                        |
| ---- | -------------------------- | ---------------------------------- | ---------------------------------- | ---------------------------------- | ---------------------------------- | ---------------------------------- | --------------------------------------------------------------- | ---------------------------- |
| 2003 | «Odio Amarte»              | --                                 | --                                 | —                                  | —                                  | —                                  |                                                                 | Ha*Ash                       |
| 2003 | «Estés donde estés»        | --                                 | --                                 | 14                                 | 9                                  | 14                                 |                                                                 | Ha*Ash                       |
| 2004 | «Te quedaste»              | --                                 | --                                 | 28                                 | 17                                 | 28                                 |                                                                 | Ha*Ash                       |
| 2005 | «Amor a medias»            | --                                 | --                                 | —                                  | —                                  | —                                  |                                                                 | Amor a medias                |
| 2005 | «Me entrego a ti»          | --                                 | --                                 | —                                  | 15                                 | —                                  |                                                                 | Amor a medias                |
| 2006 | «¿Qué Hago Yo?»            | --                                 | --                                 | —                                  | 13                                 | —                                  | - AMPROFON: Bạch kim                                            | Amor a medias                |
| 2006 | «Tu mirada en mi»          | —                                  | —                                  | —                                  | 24                                 | —                                  |                                                                 | Amor a medias                |
| 2008 | «No te quiero nada»        | --                                 | --                                 | 14                                 | 6                                  | 14                                 |                                                                 | Habitación Doble             |
| 2008 | «Lo que yo sé de ti»       | --                                 | --                                 | —                                  | —                                  | —                                  |                                                                 | Habitación Doble             |
| 2009 | «Tú y yo volvemos al amor» | --                                 | --                                 | —                                  | —                                  | —                                  |                                                                 | Habitación Doble             |
| 2011 | «Impermeable»              | 1                                  | —                                  | —                                  | —                                  | —                                  | - AMPROFON: Vàng                                                | A Tiempo                     |
| 2011 | «Te dejo en Libertad»      | 1                                  | 1                                  | —                                  | 29                                 | —                                  | - AMPROFON: Bạch kim + Đĩa vàng                                 | A Tiempo                     |
| 2012 | «De dónde sacas eso»       | 2                                  | 11                                 | —                                  | —                                  | —                                  | - AMPROFON: Vàng                                                | A Tiempo                     |
| 2012 | «Todo no fue suficiente»   | 4                                  | 9                                  | —                                  | —                                  | —                                  |                                                                 | A Tiempo                     |
| 2013 | «Te voy a perder»          | 22                                 | 9                                  | —                                  | —                                  | —                                  |                                                                 | Todas mías                   |
| 2014 | «Perdón, perdón»           | 1                                  | 2                                  | 36                                 | 17                                 | 35                                 | - AMPROFON: 3× Bạch kim                                         | Primera Fila: Hecho Realidad |
| 2015 | «Lo aprendí de ti»         | 1                                  | 7                                  | 32                                 | 19                                 | 48                                 | - AMPROFON: 2× Bạch kim                                         | Primera Fila: Hecho Realidad |
| 2015 | «Ex de verdad»             | 33                                 | —                                  | —                                  | —                                  | —                                  |                                                                 | Primera Fila: Hecho Realidad |
| 2015 | «No te quiero nada»        | —                                  | —                                  | —                                  | —                                  | —                                  | - AMPROFON: Vàng                                                | Primera Fila: Hecho Realidad |
| 2015 | «Dos Copas de más»         | 3                                  | 16                                 | —                                  | —                                  | 49                                 | - AMPROFON: Vàng                                                | Primera Fila: Hecho Realidad |
| 2016 | «Se que te vas»            | 28                                 | —                                  | —                                  | —                                  | —                                  | - AMPROFON: Vàng                                                | Primera Fila: Hecho Realidad |
| 2016 | Mi niña mujer              | 11                                 | 31                                 | —                                  | —                                  | —                                  |                                                                 | De plaza en plaza            |
| 2017 | «Destino o casualidad»     | 10                                 | 32                                 | —                                  | 38                                 | —                                  | - AMPROFON: Vàng - PROMUSICAE: Bạch kim                         | Quítate las gafas            |
| 2017 | «100 Años»                 | 1                                  | 3                                  | 54                                 | 24                                 | 50                                 | - AMPROFON: Bạch kim + Vàng - RIAA: Vàng - UNIMPRO: 2× Bạch kim | 30 de febrero                |
| 2017 | «Ojalá»                    | —                                  | —                                  | —                                  | —                                  | —                                  | - AMPROFON: Vàng                                                | 30 de febrero                |
| 2017 | «30 de febrero»            | —                                  | —                                  | —                                  | —                                  | —                                  | - AMPROFON: Vàng                                                | 30 de febrero                |
| 2018 | «No Pasa Nada»             | 4                                  | 13                                 | —                                  | —                                  | —                                  | - AMPROFON: Vàng + Bạch kim                                     | 30 de febrero                |
| 2018 | «Eso no va a suceder       | 1                                  | 6                                  | —                                  | 34                                 | —                                  | - AMPROFON: Vàng                                                | 30 de febrero                |
| 2019 | «¿Qué me faltó?»           | —                                  | —                                  | —                                  | —                                  | —                                  |                                                                 | 30 de febrero                |